# Селфосс (водоспад)
Селфосс — водоспад на річці Єкулса-а-Ф'єтлум, що на півночі Ісландії. Річка бере свій початок з талої води льодовика Ватнайокутль, і через це потік води змінюється залежно від сезону, погоди і вулканічної активності.